# Oxytate sangangensis
Oxytate sangangensis är en spindelart som beskrevs av Tang et al. 1999. Oxytate sangangensis ingår i släktet Oxytate och familjen krabbspindlar. Inga underarter finns listade i Catalogue of Life.